# Ali Javan
Ali Mortimer Javan (en azéri : Əli Cavan, en persan : علی جوان), né le 26 décembre 1926 à Téhéran et mort le 12 septembre 2016 à Los Angeles (Californie), est un inventeur et physicien irano-américain. Il fut professeur au département de physique du Massachusetts Institute of Technology (MIT) et y dirigea une équipe de recherche sur la physique des lasers, qui fut à l'origine de plusieurs innovations dans le domaine des lasers.
Il a co-inventé avec William R. Bennett (en) le laser au gaz en 1960.